# 머니게임 (웹툰)
《머니게임》은 《하루 3컷》, 《금요일》 등을 연재한 적이 있던 대한민국의 웹툰 작가 배진수의 네이버 웹툰이다. 이전까지 옴니버스 위주였던 전작들과는 달리 장편 이야기로 진행된다.

## 줄거리
주인공은 가상화폐 사기를 당해 엄청난 빚을 지면서 그의 방 안에는 은행에서 날아온 각종 독촉장들과 압류 예고서 등이 뒹굴고 있었고, 사기를 친 사람은 전화도 받지 않았다. 결국 신경질을 내면서 휴대 전화를 바닥에 집어던지고는 담배를 사서 다시 집으로 돌아가려다가 현관문 앞에서도 빚쟁이들이 몰려오는 바람에 근처 공원으로 도망친 주인공은 잠시 생각하다가 결국 극단적인 선택을 시도하기에 이른다. 하지만 한쪽 다리를 내민 그 순간 옆에 있던 공중전화 상자에서 전화가 울렸다. 잠시 후 눈을 가린 주인공은 차를 타고 어딘가로 끌려가고 있었고, 정체 모를 어느 건물에 들어오게 된다. 건물 광장 안에는 448억이라고 적힌 전광판과 엄청난 양의 돈다발이 있었고, 앞에는 조그만 탁자가 있었다.
탁자에는 5만 원권 돈뭉치 두 개외 빨간 편지 봉투가 놓여져 있다. 주인공은 편지를 열어 보는데...
라이브 쇼 <머니게임>에 참여해 주셔서 진심으로 감사 드립니다.
<머니게임>이란 본 스튜디오에서 생방송으로 진행되는 리얼 버라이어티 쇼의 이름이며 시청자는 다국적의 회원들로 구성돼 있습니다.
참가/불참 최종선택을 돕기위해 본 게임의 룰을 간단하게 설명 드리자면
- 참가자들은 100일간 본 스튜디오에서 생활한다.
- 참가자들은 각자의 프라이빗 룸을 가지며 매일 자정부터 오전 8시까지는 본인의 룸 안에 상주하여야 한다. 그 외 시간엔 자유롭게 이동할 수 있다.
- 프라이빗 룸 안에서 인터폰을 통해 생필품이나 기호품 등 원하는 대부분의 물건을 구매할 수 있다.
- 누가 무엇을 구매했는지에 대한 정보는 공개되지 않는다.
- 각 참가자가 구매한 물건의 합계 금액은 총 상금에서 차감되며, 잔액은 매일 아침 갱신되어 잔액판에 표시된다.
- 시작 상금은 448억원이며 산정 근거는 아래와 같다.

(참가인원 8인 X 거주일 100일 X 시급 7000원 X 일 근로시간 8시간 X 스튜디오 내 특별환율 1000배)
- 100일 후, 프로그램이 끝나면 참가자들은 남은 상금을 균등히 분배하여 획득한다.
- 단, 스튜디오 내 특별환율 1000배는 물건 구매시에도 적용, 구입하는 물건 또한 소비자가의 1000배 가격이 책정된다.

참가를 원하시는 경우 비어있는 프라이빗 룸 안으로 입장하면 되며 상세 룰복은 룸 안에 비치되어 있습니다.
참가를 원하시지 않는 경우, 마련된 소정의 교통비를 가지고 귀가하시면 됩니다.
부디 충분한 시간을 가지고 참가/불참 여부를 결정해 주시기 바랍니다.

이후 주인공은 잠시 문이 열려 있던 입구와 상금을 번갈아 보고는 갈등하다가 빚쟁이들에게 쫓기고 자살 시도까지 한 마당에 별다른 여지가 없었기에 결국 이건 선택을 가장한 강제라고 여기며 참가하기로 결정한다.

### 직접 민주제
잠시 후 8개의 방 중에서 가장 마지막 방인 8호실로 들어온 주인공은 딱히 별다른 것이 없어 룰북이라도 읽으려고 했지만 방 안에는 그 흔한 조명도 없었다. 옆에 라이터가 있기는 했지만 상황이 어떻게 돌아가는지 몰라서 일단 라이터는 아끼기로 하고 수화기로 건전지로 켜는 15000원짜리 랜턴을 주문했지만 이내 전광판에 그냥 15000원이 아닌 1500만 원으로 표시되었는데, 처음엔 당황했지만 곧 소비자가의 천 배라는 물가를 떠올려 이 랜턴이 바깥에서는 15000원짜리일지언정 이곳에서는 1500만 원이란 거액이라는 걸 깨달았다. 기분 나쁜 가격이었지만 꼭 필요한 것이었기에 일단 구매하기로 결정했다.
주인공이 들어왔을 때 열려 있던 방은 8호실밖에 없었는데, 그는 단박에 다른 방들은 이미 다른 사람들이 먼저 들어가 있다는 것과 참가를 포기한 사람들까지 포함한다면 자신이 들어온 이 8호실이 마지막 기회였다는 것도 깨달았다. 잠시 후 주문한 랜턴이 왔지만 배송구 안에는 랜턴 말고도 처음 보는 옷과 신발, 그리고 빨간 봉투가 놓여 있었다. 봉투에는 입고 있는 의복과 소지품을 넣으라는 쪽지가 들어있어 8호는 시키는 대로 옷을 갈아입고 담배를 피우고는 랜턴으로 방 안을 살폈다. 처음에는 100일 동안 덜 쓰고 덜 먹으면 많은 돈을 챙겨나갈 수 있을 것이라고 좋아했지만 이내 방 안에 화장실이 없다는 것을 깨닫는다. 잠시 후 8호가 들어온 곳에는 전기와 상하 수도, 배관 시설 등 사회적인 인프라가 전혀 없고, 오줌조차도 1리터짜리 생수통을 사서 물을 다 비운 다음 그 통에다가 해결해야 하는 처지에 놓였다.
다음 날 오전 8시, 처음으로 바깥으로 나온 8호는 100일간 함께 지낼 다른 참가자들을 만났다. 제발 상식적인 사람들이길 바란다고 생각했지만 하루 만에 14억이나 줄어들었다는 사실을 알고는 완전히 분개했다. 이걸 모르는 다른 참가자들은 태연하게 돌아가면서 자기 소개를 돌아가면서 한다. 나머지 7명의 참가자들 중에서도 그냥 평범한 사람은 없었고, 하기야 멀쩡한 사람들은 제 발로 이런 곳에 오겠느냐고 8호는 생각했다.
이후 다들 말 없이 조용히 있다가 6호실 중년 남성이 다 함께 의견을 모으자고 제안한다. 이어 지금 자신들이 가장 궁금한 건 주최 측에서 진짜로 자신들에게 돈을 줄 지 의문이라며 장황한 연설을 시작하는데, 8호가 이런 6호의 연설을 대충 요약하여 상금을 진짜로 주는지는 나중에 생각하고 일단 한 푼이라도 아껴서 생활하는 게 최선의 방법이라는 것이었다. 하지만 이내 조직 폭력배 출신으로 보이는 4호실 남성이 좋게좋게 말할 때 살살들 쓰자고 으름장을 놓고는 자기 방으로 휑 하니 가 버렸다. 이걸 본 8호는 처음에는 4호가 분노 조절 장애라고 여겼지만 한편으로는 이해가 갔는데, 처음 전광판 금액을 보고 14억이나 줄었다는 걸 깨달았을 땐 자기도 뚜껑이 열려 한 푼이라도 아낀 게 괜한 짓처럼 느껴졌기 때문.
그 뒤로 참가자들은 100일간 의식주 해결에 대해 논의했지만 가장 큰 문제는 바로 다름 아닌 화장실 문제였는데, 그때 6호가 장거리 영업을 뛰는 지인한테서 비상용 배변 봉투라는 게 있다고 들었다고 한다. 봉투 안에 일을 본 뒤 동봉된 가루만 뿌려주면 바로 응고되기 때문에 냄새가 나지 않고 처리도 깔끔하여 다른 건 다 시덥잖다고 여긴 8호도 6호의 이 의견만큼은 인정했다.
이후 8호는 5천만이 넘는 액수로 건빵과 생수 등을 사며 버텨 나가다가 이튿날에 액수가 또 12억이나 줄어든 걸 보고는 뚜껑이 또 한 번 열렸다. 6호 역시 상금 사라지는 속도가 너무 빠르다며 이럴 거면 솔직하게 뭐 사는 데 얼마나 썼는지 얘기하자고 제안했다. 이 말을 들은 8호는 속으로 거짓말해 버리면 그만이니 누가 솔직히 얘기하겠냐고 한탄한다. 그때 3호실 여성이 각자 방 까 보라며 자정 시간에 자기 방 들어가야 한다는 규칙은 있었지만 남의 방에 들어가지 말라는 규칙도 있었냐며 이럴 거면 그냥 단순히 이야기하는 것뿐만 아니라 아예 서로의 방을 직접 확인해 보자고 일갈한다. 하지만 이내 7호실 여성이 그런 중요한 문제를 아무 생각 없이 결정하지 말라고 하자, 3호는 7호에게 네가 돈을 다 쓴 것이냐며 몰아붙인다.
하지만 7호 역시 쉽게 물러서지 않고 각자의 개인실은 사생활이 어느 정도 보장되어야 한다고 맞선다. 다른 사람들은 그냥 모른 체하고 가만히 있었다가 거구의 1호실 남성도 남한테 보여주지 못할 것들도 많을 테니 7호를 거들다가 4호에게 멱살이 잡히며 그깟 사생활이 돈보다 중하냐고 협박을 듣고는 4호는 당장 문 열라고 소리친다. 이에 8호는 결국 이렇게 싸우지 말고 투표로 결정하자고 조심스럽게 제안한다. 그 결과 6호가 나서서 찬성 다섯, 반대 둘, 기권 한 명으로 개인실 공개는 보류됐지만 6호는 소비금 조절이 계속 이렇게 되지 않는다면 앞으로도 개인실 공개 여부를 정하는 투표를 계속할 것이라고 선언한다. 또한 이렇게 의견이 부딪히는 경우에는 투표로 해결하자고 합의했다.
이런 6호의 리더십 덕분에 근 사흘간은 별 탈 없이 조용히 지나가 8호는 이대로만 가도 개인당 38억이라는 거금을 손에 넣을 수 있다며 좋아했지만 여전히 화장실이 걸림돌이었는데, 우선 6호가 제안한 비상용 봉투는 편리하긴 했지만 말 그대로 어디까지나 비상용이었기에 쓰고 나서 버릴 수 있는 상황에서나 편리했지, 모든 게 꽉 막힌 곳에서는 무용지물이었다. 사람을 부를 수도 없는 노릇이다 보니 다 쓴 봉투는 방구석에 던져놓을 수밖에 없었고, 아무리 튼튼하게 묶어도 새어 나오는 작은 냄새 때문에 견디기가 쉽지 않았다.
이건 8호뿐만 아니라 다른 참가자들도 마찬가지였기에 6호는 더욱 파격적인 의견을 내놓았다. 바로 무작위로 8개의 방 중에서 딱 하나의 방을 공용 화장실로 쓰자는 것. 본인도 너무 가혹한 제안이라는 것을 알고 있지만 이렇게라도 하지 않으면 더는 돌이킬 수가 없는 데다가 화장실의 해결 없이는 의식주 모두 해결할 수 없으며, 또한 자신이 제안한 만큼 자기 방이 걸려도 기꺼이 화장실로 내 주겠다고 선언한다. 8호는 처음엔 좀 당황했지만 곧 자기만 아니면 된다는 생각에 기꺼이 동의했다.
그 결과 제비뽑기를 통해 2호실 여성의 방이 화장실로 결정됐다. 2호는 눈물을 글썽이며 자기 몸이 좋지 않아서 다시 한 번만 생각해 줄 수 있겠냐고 호소했지만 3호가 그럼 여기 몸 좋은 사람도 있냐며 하여간 어린 것들은 자기밖에 생각할 줄 모른다고 일갈한다. 결국 7호가 2호를 구석에서 다독여 주고는 마침내 2호도 동의했다고 알려 준다. 그렇게 2호실은 공용 화장실로 결정이 되어 자기 방에서 싼 대변 봉투를 갖다 두는 것은 물론이고 아예 진짜로 방 안에 그대로 싸는 용도로 쓰이게 되었다.
그러다가 열흘째에 이르면서 6호가 그동안 버텨 온 기념으로 소소한 휴식 시간을 갖자고 또 제안했는데, 다들 그동안 극히 절식된 소비와 문명의 단절로 인한 극심한 스트레스에 달했던 지라 딱히 이의를 제기하는 사람은 없었다. 이후 개인당 만 원, 머니게임 환율로는 천만 원 이하로 과자, 음료수, 소주 등을 사서 소소하게 회포를 풀면서 간만에 즐기는 만찬회에 분위기도 매우 활기찼다. 8호도 이 광경을 보고는 이런 장소만 아니었으면 바깥에서는 꽤나 평범했을지도 모를 사람들이라고 생각했다. 또한 간만에 숨통이 트이는 것 같다고 하며 그간 꼰대라고 하대했던 6호에게도 그간 우습게 여겨서 죄송하다며 속으로 사과하는 등 잠시나마 미안함을 드러냈다.
그러다가 이내 6호가 숨도 쉬지 않고 술잔만 자꾸 들이키는 걸 보고는 저렇게 마시다간 맛이 갈 것이라고 생각한다. 이 와중에 7호가 갑자기 8호에게 다가오더니 시간 좀 괜찮으면 잠시 자기 방으로 올 수 있겠냐고 묻는다. 8호는 처음에는 헌팅으로 착각해 얼굴을 붉혔지만 방 안에 들어온 7호는 여기에 뭐가 있었는지, 자기가 뭘 숨겼는지 둘러 보라고 한다. 예상과는 전혀 다른 말에 8호는 잠시 당황했지만 7호는 8호가 그간 자길 불신하고 의심하는 듯한 시선으로 바라보는 게 신경 쓰여서 자신의 결백을 증명하려고 방으로 데려오 것이라고 설명한다.
이렇게 말하는 7호의 방에는 8호와 같은 랜턴과 소지품 몇 개, 그리고 벽에 붙은 애완동물 사진들 말고는 딱히 수상한 점이 없었다. 7호가 아직도 자기가 의심스럽냐고 묻자 8호는 그제서야 의심했다고 생각한 점에 대해 사과한다. 7호 역시 자기도 방법이 과격해서 미안했다고 사과를 하는 동시에 빨리 오해를 풀고 싶었다고 한다. 그러면서 8호는 그나마 믿고 이야기를 나눌 수 있는 사람인 것 같다고 덧붙인다. 또한 자기도 돈이 필요하니까 아무 문제 없이 게임을 마칠 수 있게 도와 달라고 부탁한다.
다음 날, 8호는 당장 다 튀어 나오라고 윽박지르는 4호의 목소리를 듣고 잠에서 깬다. 부랴부랴 복도로 나와보니 분명 어제까지만 해도 4백억 넘게 있던 상금은 40억 넘게 사라져 있었다. 4호는 누가 썼는지 자수하라며 고래고래 고함을 지르다가 6호가 보이지 않는다는 3호의 말을 듣고 곧바로 6호실로 달려가 문을 부술 듯이 두드리며 소리친다. 그러다가 어찌저찌 해서 문을 강제로라도 열었지만 이내 다른 참가자들이 본 광경은 6호가 자기 방에서 거품을 문 채 죽어가고 있었고, 그의 방 안에는 값비싼 양주병들이 나뒹굴고 있었다. 전날 회식에서 술을 너무 많이 마신 나머지 자기 방에 와서도 혼자 4백만 원, 머니게임 환율로는 40억이 넘는 비싼 술을 또 마셨던 것.
6호가 쓰러진 모습을 본 다른 참가자들의 반응은 이판사판이었다. 그때 2호가 빨리 구조대를 부르려고 했지만 이내 3호가 뭐하는 거냐고 소리친다. 2호가 이대로 두면 사람 한 명이 죽는다고 했지만 3호는 그럼 치료비는 누구 보고 내냐며 끝까지 돈만 걱정한다. 2호는 아무리 돈을 많이 쓰긴 했어도 사람인데 어떻게 그냥 두냐며 다시 사람을 부르려고 했지만 이내 4호가 폭력으로 그녀를 막았다. 2호는 맞은 배를 움켜잡으면서도 사람 부르지 않으면 6호는 그대로 죽는다고 항변한다. 이에 4호가 다시 한 번 폭력을 가하려 했지만 7호가 나서서 여기가 어딘지도 모르면서 어떻게 외부인을 부르냐며, 또 이 게임에 참가한 순간 100일간 꼼짝없이 지내야야 하는데 어떻게 조치를 할 수 없다며 상황을 진정시킨다.
지금까지는 가장 먼저 리더를 자처한 6호 덕에 최소한의 민주주의 체제가 유지되고 있었지만 그의 사망으로 동시에 민주주의의 구심점도 사라지며 더 이상 이러한 체제를 지켜나갈 수 없게 되었다.

### 독재
6호가 과음으로 사망하고 닷새가 지나면서 그가 이끌었던 민주 체제가 끝나고 3호와 4호의 독재 체제가 시작된다. 또한 이들은 따뜻한 옷과 상큼한 향수, 넉넉한 음식 등 온갖 자유와 특권을 누리고는 다른 참가자들에게는 하루 천만 원 이상 사라지면 각오하라고 엄포를 놓으며 구매의 자유를 빼앗는다. 그 외의 부분에서도 변화가 일어나 우선 공용 화장실이 2호실에서 6호실로 바뀌었으며, 6호의 시신은 당장 처리할 방법이 없어 우선 하얀 천으로 얼굴만 덮어놨고 그 옆에는 고인에 대한 마지막 예의 겸 악취도 쫓아내기 위해 향을 피워 두었다.
시체 옆에서 볼 일을 보던 8호는 이건 사탄도 하지 못할 악랄한 고인 모독이라는 것을 알고는 있었지만 지금 상황으로서는 고인에 대한 예우나 차릴 정도로 제정신을 지킬 사람은 없다고 생각한다. 향 또한 말이 좋아서 고인에 대한 마지막 예의일 뿐, 사실은 어디까지나 방 안에 퍼지는 악취를 없애기 위한 용도였던 데다가 사람 한 명이 죽어나갔는데도 주최 측에서는 아무런 움직임도 없는 걸 본 8호는 윗선에서는 게임 중 어떤 일이 벌어지더라도 절대로 개입하지 않는다는 것을 깨닫는다.
게임 18일째, 8호는 여전히 3호와 4호의 독재 때문에 이를 갈고는 있었지만 동시에 이러한 두 사람의 독재 덕에 아이러니하게도 잔액 관리 하나만큼은 기가 막히게 잘 되고 있다는 것도 깨닫는다. 혼자 방 안에서 대략적으로 계산을 하던 그는 현재의 금액만으로도 게임이 끝날 때까지 유지된다면 적어도 43억 정도는 가져갈 수 있다고 생각한다. 그러고는 이 정도면 견딜 수 있다며 그렇게까지 불만을 품지는 않았지만 이내 8호로부터 이대로 가도 낫지 않겠냐는 말을 들은 7호는 자기가 사람을 잘못 본 거 같다며 실망감을 내비친다.
이어 그녀는 3호와 4호를 자유롭게 놔 두면 이 공포 분위기는 절대로 사라지지 않을 것이라고 모두가 힘을 합치는 방법밖에는 없다고 한다. 뿐만 아니라 공권력도, 무기도 없이 오직 사람밖에 없는 이곳에서 나머지 다섯 명이 그 둘을 제압할 가능성이 아예 없다고는 말한다. 실질적으로는 4호 한 사람만 잡아도 된다고 말하려다가 8호가 3호가 툭하면 둘이서 꽁냥대던데 연애라도 하냐고 끼어드는 바람에 대화는 거기서 중단됐다. 이내 두 사람은 3호와 4호의 의심을 피하기 위해 멋쩍게 얼버무리고 흩어졌다.
그날 밤 개인실 문이 닫히기 직전에 7호는 8호에게 쪽지 한 장을 건넨다. 같이 있는 모습이 계속 드러나면 위험하다는 것과 그동안 여태 아무런 의견을 꺼내지 않은 5호실 남성에게도 다가가 보라는 것이었다. 5호를 떠올린 8호는 그래도 소심한 1호보다는 나을 것이라고 여겼지만 그 역시 순순히 자신들의 편이 될 것이라는 보장도 없었다. 만에 하나 5호가 자신과 7호가 작당 모의를 했다고 3호와 4호에게 고자질이라도 한 순간 끝장이기 때문. 이후 슬쩍 5호를 한 번 떠보았지만 정작 그는 아직은 때가 아니라며 알 수 없는 말을 남기고는 그대로 가 버린다.
게임 22일째, 8호는 여느 때처럼 6호실에 쓰레기를 버리러 왔다. 처음 며칠간은 무서웠고, 그 다음 또 며칠간은 슬펐고, 또 그 다음 며칠간은 괴롭긴 했어도 그 뒤로는 더 이상 아무런 기분도 느껴지지 않았다. 그래서 쓰레기를 버리고는 재빨리 자기 방으로 돌아가려고 6호실 손잡이를 잡았지만 갑자기 눈앞이 흐릿해지더니 그대로 쓰러지고 말았다.
다시 눈을 떴을 땐 자신의 방이었고 옆에는 1호가 있었다. 8호가 쓰러진 걸 발견해서 데려왔으며, 그로부터 2시간 만에 의식이 돌아왔다고 한다. 그리고 본인도 큰일나는 줄 알았지만 그래도 무사히 깨어나서 다행이라고 말한다. 이를 본 8호는 만약 자기도 죽으면 자기 몫 50억을 나누어 가질 수 있었음에도 불구하고 자길 보살펴 준 1호에게 고마움과 미안함을 느낀다. 그리고 처음으로 진짜로 믿을 만한 사람을 찾은 것 같다고 여긴다.
그리고 3호와 4호도 마냥 무식하게 폭력만 휘두르지는 않고 병에 걸린 8호에게 너무 많이는 쓰지 않을 정도로 약은 사도록 해 주고, 스파이 노릇을 시키기도 한다. 그러던 중 어느 날 10억이 또다시 사라지면서 4호가 누가 돈을 썼냐며 또 폭력을 행사하려다가 1호가 4호를 일자 드라이버로 찔러 제압하려고 했지만 급소가 아닌 허벅지를 찌르면서 첫 번째 반란은 결국 실패로 끝났다. 엄청난 압박에 지쳐가던 8호도 머리를 굴려 커터칼을 샀지만 그만 3호와 4호에게 항문에 커터칼을 숨겼다는 게 밝혀지면서 크나큰 위기를 맞이할 뻔했다. 결국 나머지 5명의 참가자들은 모두 16시간 동안 묶인 채 서 있게 된다.
4호는 1호에게 찔린 곳이 급소는 아니었지만 마땅히 치료를 하지 못해 상처 부위가 부어 올랐고, 한약 등을 사 먹었음에도 상황이 나아지지 않아 급기야 예민해지면서 3호와의 사이도 틀어진다. 결국 3호는 4호의 뒤통수를 공격했고, 4호 역시 역으로 3호의 머리를 친다. 이때 1호도 3호와 4호를 동시에 기습해 제압하면서 이렇게 그들의 독재는 마무리되고, 3호와 4호는 밧줄에 묶인 채 각각의 방에서 지내게 된다.

### 공산주의
3호와 4호가 1호에게 제압당하고 손발이 묶이면서 광장에는 다시금 평화가 찾아오는 듯했다. 이후 7호의 리드로 5명 모두 광장에 모여 식사를 해결하며 각자 쓸 수 있는 금액을 정해 투명하게 지출 내역을 드러냈지만 얼마 가지 않아 이번에는 1호가 자기 자신에게 공치사를 하며 위에 군림하려 들었다.
하지만 그 뒤로 1호가 누군가에게 뒤통수를 공격당해 죽은 모습이 비춰지면서 참가자들 사이에 또다시 불신이 생기고 말았다. 게다가 돈이 지속적으로 줄어들기까지 하며 더더욱 불신은 심해져 8호는 누군가가 돈을 빼돌리고 있다고 확신한다. 이에 8호는 7호를 가장 의심하다가 주머니 같은 곳에 보석이나 금붙이가 있을 것이라는 4호의 말을 듣고는 결국 이번에는 8호 본인이 폭주해 모두 옷을 벗으라고 소리 쳤지만 예상 외로 5호에게 제압당하면서 결국 본인도 3호와 4호처럼 똑같이 묶이고 만다. 하지만 이후 탈출에 간신히 성공하면서 4호에게 맞은 충격 때문에 제정신을 잃은 3호가 밤에 계속 방을 나와서 돈이 점점 사라졌다는 걸 눈치챈 8호는 3호를 죽이려고 했지만 이내 또다시 5호에게 저지당한다. 결국 개 산책 시킨 듯이 3호를 밤 이전에 산책시켰지만 감자기 3호가 4호의 방에 들어가 8호와 2호가 4호실 문을 열려고 했지만 어찌 된 일인지 문이 계속 열리지 안핟가 그만 문고리가 부러지고 만다.

### 냉전
4호실 문고리가 부러지자 5호가 자기가 책임지겠다면서 다른 참가자들에게는 그대로 방으로 들어가라고 한다. 그리고 얼마 지나지 않아 4호도 풀려났지만 크게 줄어든 금액을 보고 대체 뭔 일이 있었냐며 이 상황에 대해 설명하라고 한다. 그리고 1호도 6호처럼 죽었냐는 연이은 질문에 다른 참가자들이 대답하지 않자 4호는 1호가 누군가에게 살해당했다는 것을 깨닫고는 언젠간 본인도 작업할 거였냐며 다른 참가자들을 패려고 했지만 이내 5호가 제동을 걸어 4호는 그를 죽일 듯이 다가가 그의 머리카락을 당겼지만 그 뒤에는 5호의 실명된 눈이 가려져 있었다. 그리고 그런 눈을 본 4호는 갑자기 정적이 흐르더니 이내 그만 물러나게 된다. 그리고 4호는 5호가 결코 만만치 않다는 것을 깨달았는지 모래를 이용해 5호를 기습하여 반격이라도 시도했지만 5호는 4호가 8호에게 잠시 시선을 돌린 그 짧은 찰나에 정신을 차리고는 압도적인 무력으로 4호를 제압한다. 4호가 끝까지 맞서자 5호는 후려차기로 머리를 차 쓰러트렸고, 4호가 깨져 있던 자기 방 문고리에 후두부가 박혀 6호와 1호 다음으로 사망하게 된다.

### 절대주의
4호가 죽으면서 5호가 사실상의 독재자가 되는 듯했지만 이전에 6호의 민주정, 3호와 4호의 독재와는 기분이 사뭇 다른 묘한 분위기로 흘러간다. 먼저 5호는 자기 방을 제외한 모든 방의 구매 버튼을 부수고, 매일 자신을 포함한 모든 사람에게 도시락 하나와 물 한 병씩만을 제공한다. 게임 시작 78일째로 접어들면서 돈이 110억까지 줄었는데, 2호가 약 21알을 몰래 산 것. 처음엔 부인하다가 결국 5호에게 피를 토할 정도로 두들겨 맞다가 실토하게 된다. 좌절한 2호는 자살을 기도했지만 이마저도 실패해 하반신이 마비되는 장애까지 얻는다. 2호의 상황이 어찌 되었든 권력을 쥔 5호는 약속한 대로 매일 도시락 하나와 물 한 병만을 배급하고, 자기 자신에게도 그 이상은 절대로 쓰지 않았다. 이대로라면 두당 몇십 억이 보전되고 서로 부딪힐 일도 없어 보이는 아주 이상적인 체계인 듯했다.
한편 71일과 79일째에 5호에게 연달아 맞아 늑골 골절과 이로 인한 기흉 증세를 보이는 8호 앞에서 드라이버를 든 7호가 나타나 응급 처치를 해 준다. 이에 감동받아 7호를 1호 살인범의 용의 선상에서 뺀 8호는 용의자를 2호로 좁혀낸다. 8호의 추리는 맞았고, 2호는 1호의 압박에 의해 어쩔 수 없이 죽였음을 실토한다.
5호는 4호와 싸울 때 나머지 눈을 계속해서 공격당한 여파로 남은 한 쪽의 시력 역시 나빠져서 8호를 이유 없이 공격했었고, 새로운 화장실인 4호실이 아닌 자기 방의 바로 앞인 1호실을 화장실로 썼다. 뿐만 아니라 상황은 더욱 심해져 해열 진통제를 사기 위해 약속한 일일 지출액 외의 추가 지출까지 행해 버렸다. 이는 5호가 권력을 자의적으로 행사하기 시작했다는 의미이기도 하다.
5호의 상황은 갈 수록 심각해져 죽음이 가까워지는 것을 느낀 5호는 참가자들에게 합의를 제안한다. 자신이 죽으면 총 상금에서 자신의 몫을 각출해 유족들에게 지급하는 취지의 계약서를 준비해 다른 참가자들에게 사인을 받아 주최 측에 전달했지만 주최 측에서 거부, 5호는 계약 파기의 원인이 된 3호를 죽이려고 했지만 7호에게 설득당하는 사이 3호의 반격을 받아 가뜩이나 상한 몸 더 버리게 된 데다가 정신적으로는 더욱 피폐해졌다.

### 무정부 상태
좌절한 5호가 남은 돈을 탕진하고 공멸하는 것을 막기 위해 5호의 손발을 묶고, 그를 제외한 참가자들의 합의 하에 남은 기간 동안의 식량을 사고 5호실의 버튼도 부수기로 한다. 이를 위해 8호는 5호실에 남았지만 5호는 힘으로 밧줄을 끊고 8호에게 다가간다. 이에 위기감을 느낀 8호가 그만 5호를 새총으로 쏘면서 사망해 버린다.
문제는 5호가 사망하기 전에 남은 의식으로 8호를 기절시킨 사이 현금 천만 원을 샀다는 것. 남은 금액은 약 100억에서 일단 8호가 자기 방에 들어가지 않고 5호실에 있었기에 10퍼센트가 깎였고, 그 상황에서 5호가 천만 원을 산 탓에 0원도 아닌 마이너스 5억을 기록해 버린다. 버튼도 부숴진 판국에서 열흘 가량을 더 버텨야 하는 최악의 상황. 더군다나 8호는 5호에게 맞아 얻게 된 청각 장애로 인해 게임 이후에도 돈과 상관없이 정상적인 삶을 영유하기 어렵게 되었다.
한편 8호는 이미 돈도 마이너스가 됐고, 식량도 더 못 구하는 상황에서도 상대를 독려하고 의연함을 잃지 않는 7호에 대해 혹시 주최 측에서 심은 연기자가 아닌가 하는 의심에 다다르게 된다. 하지만 그 전에 이미 여러 번 확증 편향으로 인한 행동을 하다 큰코 다친 경우가 많아 자제하려고 했지만 궁금증을 참을 수가 없어 결국 7호와 면담하게 된다. 7호에게 게임을 좀 더 극적으로 진행할 수 있는 최소한의 장치와 주최 측에서의 의지대로 다룰 수 있는 연기자의 가능성에 대해 언급했지만 여태 정중하고 따뜻한 말만 하던 7호가 처음으로 냉소적인 웃음을 띄며 8호의 그간 행적이 소극적이고 비현실적인 제안만 해 피해를 많이 끼친 점을 이유로 들며 8호가 주최 측에서 심어놓은 연기자가 아니냐고 추궁하기 시작한다.

### 신권 정치
하지만 7호의 추궁은 그렇게 날카롭지 않아 8호는 그녀에게 바로 사과하며 잠시 그녀를 주최 측 사람으로 의심했었다고 고백한다. 그제서야 둘은 그동안 서로에 대한 생각과 이 게임에 대해 터놓고 얘기했지만 7호는 반대로 8호가 주최 측에서 심은 연기자이며, 줄 상금이 사라진 이상 게임을 지속할 이유도 없으니 게임의 조기 종료를 선언할 것이라고 기대했다는 것. 결국 그들은 아무 희망도 남지 않았다는 것만을 곱씹고 절망할 수밖에 없었다.
그럼에도 7호는 8호 말대로 많이 특이했다. 오히려 예전보다 더 활기차고 긍정적으로 행동했어도 동시에 자포자기했음도 느껴졌기에 8호도 그냥 다 끝난 건가 싶었지만 갑자기 이 게임이 딱 이번에 국내에서만 한 것이 아니라 세계적인 거부들이 세계를 돌아다니며 즐기는 유희거리라는 생각이 뇌리 속에 스쳤고, 이에 자기 방 안의 카메라에다가 기도하듯이 외쳤다. 뭐든 할 테니 기회만 다시 달라고, 오줌을 마시고 쓰레기를 씹어서라도 당신들을 만족시키겠다며 마치 주최 측에서 절대자라도 된 듯 앞에서 큰소리로 맹세했고, 이때 카메라가 잠깐 깜빡이면서 계시가 내려온 듯했다. 8호는 그 앞에 무릎을 꿇고 경건하게 앉는다.
그 뒤 8호는 희망을 가지고 일단 버티기 시작한다. 6호가 남긴 술과 3호가 먹다 버린 과자 부스러기, 1호가 먹은 치킨 뼈, 5호의 식염수 등을 먹으며 나름 영양 실조를 피해 갔다. 그리고 더 이상 누군가 죽으면 빚만 늘어나기에 다른 이들도 챙겼지만 게임 종료를 며칠 남가지 않고 2호가 돌연사해 버린다. 7호는 크게 슬퍼하다가 8호에게 원망의 목소리를 내면서 사실 그가 여태 2호에 대해 죽었으면 좋겠다고 중얼거린 걸 들은 데다가 전날 다른 사람을 챙기던 건 빚 때문이 아니냐고 말한다. 결국 8호와의 또 의견 충돌이 생겨 버린다.
하지만 게임 시작 99일째, 어찌된 일인지 7호가 3호를 목 졸라 죽이려고 하고 있었다. 이를 목격한 8호가 놀라는데도 태연하게 반항이 심하니 도와 달라고 말하는 7호는 사이코패스를 연상시킨다. 이내 7호는 3호를 죽이고는 8호는 전날 죽은 2호 역시 목에 끈자국이 있는 것을 기억하며 그녀도 7호가 죽였다는 것을 눈치챈다. 곧이어 7호는 망가진 사람들은 사회로 내보낼 바엔 남의 고통을 끊어주는 게 자기 할 일이라고 하는 등 정말 미친 듯한 모습을 보이며 8호와 대치한다.
이 와중에 8호가 믿던 카메라의 계시가 이번에는 8호를 편안하게 해 주길 바란다면 응답해 달라는 7호의 말에 깜박임을 보이자 8호는 당황하고, 7호는 저게 계시가 아니라 그냥 원래 종종 깜빡이는 것뿐이라며 8호가 최후에 가졌던 맹목적인 믿음의 함정 역시 드러나게 된다.
8호는 새총으로 7호를 저격하지만 5호에게 입은 청력 장애로 인해 제대로 맞추지 못한다. 거기다 7호에게 드라이버로 마구 난도질을 당하며 완전히 위기에 처하는 듯했지만 7호가 8호 본인이 새총으로 쏘려고 했지만 바닥에 쏟아진 쇠구슬을 밝고 넘어지는 행운이 따라 자기 방까지 도망간다. 7호는 이빨을 보인 개는 죽여야 한다며 유래 없는 광기를 드러내며 추격했고, 문틈으로 머리를 들이밀면서까지 필사적으로 공격한다. 그런데 12시가 되고 문이 잠기는 시간이 되면서 문의 모서리가 7호의 목을 관통해 7호가 죽고, 결국 8호는 게임에서 유일하게 살아남는다.

### 에필로그
그렇게 3년이란 시간이 흘렀지만 주최측에선 -5억에 대한 어떠한 빚 독촉도 하지 않았다고 한다. 8호는 게임이 끝나고 대금 업체에 이자는 주지 못해도 원금이라도 줄 테니 그거라도 받거나 아니면 아예 배를 째라고 고집을 부리면서까지 그간 겪었던 채무 문제를 어느 정도 끝내고, 욕심에 대한 미련을 버리고 성실히 일하며 살아간다. 이후 창문닦이를 하는 8호의 뒷편 건물 전광판에서 다시 한 번 머니게임 초대 문구가 뜨며 끝난다.
이후 이야기는 《파이게임》에서 이어지는데, 이후 파이게임에서 밝혀진 바로는 마지막 전광판에 머니게임 초대 문구가 뜬 건 8호가 본 환상으로, 마지막에 깨달음을 얻은 것처럼 보이는 8호의 모습은 사실 다시는 머니게임에 초대될 수 없을 것이라고 생각한 체념에 가까웠던 것이고, 그러면서도 주최 측에서 언젠가 다시 부를 것이라는 기대감에 전광판에서 환각을 본 것. 그리고 그 물욕을 이기지 못하고 결국 두 번째 게임으로 들어오게 된다.

## 연재 현황
네이버 웹툰에서 2018년 11월 23일부터 매주 토요일에 연재되어 2020년 1월 10일에 60화로 완결되었다. 그리고 그해 7월 6일부터 속편인 파이게임이 연재되기 시작하여 시점은 머니게임 직후이고, 주인공도 동일하다.